# Rabostan
Rabostan är en bebyggelse i Kung Karls socken i Kungsörs kommun, Västmanlands län. SCB klassade Rabostan som en egen småort från 1990 till 2015 för att därefter till 2020 räkna den som en del av tätorten Kungsör. Vid avgränsningen 2020 klassades den åter som en separat småort.